# Smith il taciturno
Smith il taciturno (Whispering Smith) è un film del 1948 diretto da Leslie Fenton.
È un western statunitense con Alan Ladd, Robert Preston, Brenda Marshall, Donald Crisp e William Demarest. È basato sul romanzo del 1906  Whispering Smith di Frank H. Spearman (già riadattato per altri due film dell'epoca del muto e per una serie televisiva degli anni 60). Fu seguito da La morte colpisce a tradimento (Whispering Smith Hits London) del 1952.

## Trama
I fratelli Blake, Leroy e Gabby Barton compiono una rapina al treno in cui rimane uccisa una guardia. Il caso viene assegnato al detective delle ferrovie Luke Smith, detto "il taciturno", che si mette subito sulle tracce dei malviventi. Su un treno, Luke incontra il suo vecchio amico Murray Sinclair, che lavora anch'egli per la compagnia ferroviaria. Proprio quel treno viene, però, bloccato da un ostacolo sui binari ed assaltato dai fratelli Barton. Durante il combattimento, Luke colpisce Leroy e Gabby, mentre Blake riesce a scappare. Anche Luke resta ferito ma non in modo mortale perché il proiettile rimbalza sulla sua armonica che gli era stata donata dalla moglie di Murray, Marian, di cui Luke era stato innamorato.
Murray porta Luke nel suo ranch affinché sia curato. Ben presto Luke scopre che  Barney Rebstock, un allevatore locale che non gode di una buona reputazione, ha nascosto Blake in un canyon e gli chiede di consegnarlo. Ne segue una sparatoria in cui Luke uccide Blake ma egli stesso viene quasi ucciso da Whitey Du Sang, un fuorilegge assoldato da Barney. Marian dimostra di essere contenta che Luke sia ancora vivo e Murray comprende che sua moglie ama ancora Luke.
In seguito, Murray non ubbidisce ad un ordine del suo superiore George McCloud e viene licenziato e di ciò incolpa Luke. A questo punto Barney convince Murray a diventare suo socio e a compiere delle rapine ai treni, sfruttando le sue conoscenze ferroviarie. Luke, allora, affronta Murray nel saloon e gli dice dei suoi sospetti a proposito del coinvolgimento dell'amico nelle rapine e si offre pure  di testimoniare a suo favore se rompe con Barney ma Murray rifiuta, credendo che Luke stia cercando solo di portargli via Marian. In seguito, durante un altro assalto al treno, Du Sang uccide una delle guardie del treno e Luke, Bill Dansing, lo sceriffo McSwiggin e altri uomini si mettono all'inseguimento dei fuorilegge. Quando Barney sta dividendo il bottino dell'ultima rapina, Du Sang gli spara e fugge con i soldi ma viene raggiunto da Luke che lo uccide, permettendo, però, a Murray, ferito, di scappare, dandogli un'ultima possibilità di salvarsi.
Arrivato al ranch, Murray trova Marian che sta preparando le valigie. L'uomo la colpisce accusandola di voler scappare con Luke che sopraggiunge di lì a poco. Luke manda Marian e Bill in città a chiamare un medico per Murray il quale, però, cerca di sparare a Luke ma muore prima di poterlo fare. Luke, finito il suo lavoro, si allontana lentamente.

## Produzione
Il film, diretto da Leslie Fenton su una sceneggiatura di Frank Butler e Karl Kamb e un soggetto di Frank H. Spearman (autore del romanzo), fu prodotto da Mel Epstein per la Paramount Pictures e girato in California (nel Paramount Ranch ad Agoura, nei Paramount Studios a Hollywood e nei pressi della Sierra Railroad a Jamestown) da metà aprile a metà giugno 1947. Fu una delle prime produzioni cinematografiche ad usufruire di una intera cittadina del vecchio West adibita interamente allo scopo. La struttura copriva una superficie di cinque acri e conteneva al suo interno un lungo binario ferroviario. Uno dei consiglieri della produzione fu Herman H. Larsen, un ex dirigente della società ferroviaria Union Pacific Railroad.

## Distribuzione
Il film fu distribuito con il titolo Whispering Smith negli Stati Uniti dal 9 dicembre 1948 al cinema dalla Paramount Pictures.
Altre distribuzioni:
- in Svezia il 7 marzo 1949 (Viskande Smith)
- in Finlandia il 29 aprile 1949 (Kuiskaava ratsastaja)
- in Portogallo il 16 settembre 1949 (A Vida Por Um Fio)
- in Austria il 23 giugno 1950 (Der letzte Schuß)
- in Danimarca il 6 luglio 1950 (Den hviskende skygge)
- in Francia l'8 dicembre 1950 (Smith le taciturne)
- in Germania Ovest il 2 febbraio 1951 (Der Todesverächter)
- in Giappone il 10 maggio 1952
- in Italia (Smith il taciturno)
- in Brasile (Abutres Humanos)
- in Spagna (Smith el silencioso)
- in Grecia (Ameiliktos timoros e Oloi tha skotothite)
- in Messico (El silencioso)

## Critica
Secondo il Morandini il film è un "piacevole western Paramount di ordinaria amministrazione"caratterizzato da un'insolita, per il genere, storia investigativa ed ha un ruolo che sembra fatto su misura per Ladd.